# Seznam památných stromů v okrese Svitavy
Toto je seznam památných stromů v okrese Svitavy, v němž jsou uvedeny památné stromy na území okresu Svitavy.
| Název                                      | Obrázek                                                | Umístění                                                 | Druh               | Obvod [v cm] | Kód wikidata     | Galerie                                                                        | Poznámka |
| ------------------------------------------ | ------------------------------------------------------ | -------------------------------------------------------- | ------------------ | --- | ---------------- | ------------------------------------------------------------------------------ | --- |
| Borovice lesní                             |                                                        | Biskupice u Jevíčka 49°39′32″ s. š., 16°45′48″ v. d.     | borovice lesní     | 390 | 101294 Q26786903 |                                                                                | U silnice směrem Biskupice-Nectava                                                                                         |
| Lípa u cesty                               |                                                        | Bradlné 49°35′54″ s. š., 16°31′20″ v. d.                 | lípa velkolistá    | 585 | 105476 Q26790058 |                                                                                | V západní části obce směrem ke Študlovu (Na Horku) u cesty                                                                 |
| Drašarova lípa                             | Drašarova lípa                                         | Březiny u Poličky 49°41′59″ s. š., 16°8′9″ v. d.         | lípa malolistá     | 400 | 101309 Q11827471 | Kategorie „Drašarova lípa“ na Wikimedia Commons                                | Na východním kraji obce na louce asi 900 m vlevo od křižovatky směrem na Pustou Rybnou                                     |
| Luňáčkova lípa                             | Luňáčkova lípa                                         | Březiny u Poličky 49°41′23″ s. š., 16°6′56″ v. d.        | lípa malolistá     | 600 | 101296 Q12034468 | Kategorie „Luňáčkova lípa“ na Wikimedia Commons                                | Vpravo u silnice směr Březiny-Telecí                                                                                       |
| Střítezského dub                           |                                                        | Budislav u Litomyšle 49°47′56″ s. š., 16°10′28″ v. d.    | dub letní          | 385 | 101295 Q26786904 |                                                                                | V obci, v těsné blízkosti bývalého mlýna čp. 152                                                                           |
| Lípa v Dolním Újezdě                       |                                                        | Dolní Újezd u Litomyšle 49°49′21″ s. š., 16°14′57″ v. d. | lípa malolistá     | 550 | 101291 Q26786898 |                                                                                | Na dvoře statku čp.82, u silnice směrem na Vidlatou Seč                                                                    |
| Lípa v Dolním Újezdě II.                   |                                                        | Dolní Újezd u Litomyšle 49°49′22″ s. š., 16°14′58″ v. d. | lípa malolistá     | 580 | 101290 Q26786897 |                                                                                | V obci, u domu čp.81, u silnice směrem na Vidlatou Seč                                                                     |
| Lípa v Horákově Lhotě                      |                                                        | Horákova Lhota 49°37′51″ s. š., 16°34′ v. d.             | lípa velkolistá    | 720 | 101303 Q26786913 |                                                                                | Na kraji obce vlevo u silnice, před stodolou                                                                               |
| Veské lípy                                 |                                                        | Horní Újezd u Litomyšle 49°48′19″ s. š., 16°14′23″ v. d. | lípa malolistá (4) | & Chyba ve výrazu: Neočekávaný operátor / Chyba ve výrazu: Neočekávaný operátor / Chyba ve výrazu: Neočekávaný operátor / Chyba ve výrazu: Neočekávaný operátor / Chyba ve výrazu: Neočekávaný operátor / Chyba ve výrazu: Neočekávaný operátor / Chyba ve výrazu: Neočekávaný operátor / Chyba ve výrazu: Neočekávaný operátor / Chyba ve výrazu: Neočekávaný operátor / Chyba ve výrazu: Neočekávaný operátor / Chyba ve výrazu: Neočekávaný operátor / Chyba ve výrazu: Neočekávaný operátor / Chyba ve výrazu: Neočekávaný operátor / Chyba ve výrazu: Neočekávaný operátor / Chyba ve výrazu: Neočekávaný operátor / -1.0000-0 | 101282 Q26779797 |                                                                                | Vpravo u silnice z Horního Újezda do Vísky, u křížku                                                                       |
| Dub na Mendryce                            |                                                        | Janov u Litomyšle 49°50′5″ s. š., 16°23′52″ v. d.        | dub letní          | 510 | 101284 Q26786892 |                                                                                | V obci, na okraji hráze rybníka                                                                                            |
| Lípa v Jedlové                             | Lípa v Jedlové                                         | Jedlová u Poličky 49°39′26″ s. š., 16°18′49″ v. d.       | lípa malolistá     | 520 | 101299 Q26786907 | Kategorie „Lípa v Jedlové“ na Wikimedia Commons                                | V obci vlevo od silnice Jedlová-Polička, na travnaté ploše za domy čp. 227 a 229                                           |
| Buk v Koclířově †                          | Buk v Koclířově                                        | Koclířov 49°46′30″ s. š., 16°31′17″ v. d.                | buk lesní          | 475 | 101292 Q26786900 | Kategorie „Buk lesní v Koclířově“ na Wikimedia Commons                         | V obci před čp. 188. Ochrana zrušena 22.12.2023.                                                                           |
| Klejchův buk                               |                                                        | Lažany u Litomyšle 49°51′36″ s. š., 16°14′42″ v. d.      | buk lesní          | 454 | 101281 Q26786890 |                                                                                | na konci obce směrem na Osík                                                                                               |
| Buk v Litomyšli †                          | Památný buk v parku na Jiráskově náměstí v Litomyšli   | Litomyšl 49°52′22″ s. š., 16°18′57″ v. d.                | buk lesní          | 408 | 101286           |                                                                                | V parku na Jiráskově náměstí                                                                                               |
| Jinan v Litomyšli                          | Památný jinan v parku na Jiráskově náměstí v Litomyšli | Litomyšl 49°52′22″ s. š., 16°18′58″ v. d.                | jinan dvoulaločný  | 212 | 101287 Q26786894 |                                                                                | V parku na Jiráskově náměstí                                                                                               |
| Zerav v zahradě u vily Bohumila Červeného  |                                                        | Litomyšl 49°52′15″ s. š., 16°18′28″ v. d.                | zerav obrovský     | 225 | 106457           |                                                                                | V soukromé zahradě v objektu zahradního umění.                                                                             |
| Lípa v Lubné                               |                                                        | Lubná u Poličky 49°46′11″ s. š., 16°12′39″ v. d.         | lípa velkolistá    | 570 | 101308 Q26786919 |                                                                                | V obci, na vyvýšeném ostrůvku na křižovatce Budislav-Široký Důl                                                            |
| Lípa v Makově                              |                                                        | Makov 49°51′20″ s. š., 16°11′26″ v. d.                   | lípa malolistá     | 442 | 106496           |                                                                                | V zadní části zahrady u původního stavení na pozemku parc. č. 135                                                          |
| Lípa v Kamenné Horce †                     |                                                        | Moravská Kamenná Horka 49°44′12″ s. š., 16°31′34″ v. d.  | lípa malolistá     | 612 | 104446 Q15712683 |                                                                                | V obci u čp. 42 |
| Lípa srdčitá                               |                                                        | Moravská Třebová 49°45′29″ s. š., 16°38′57″ v. d.        | lípa malolistá     | 580 | 101305 Q26786916 |                                                                                | Na okraji města, u výpadovky na Svitavy, 20 m od benzinového čerpadla                                                      |
| Lípa u sv. Václava                         |                                                        | Nedošín 49°52′46″ s. š., 16°17′41″ v. d.                 | lípa malolistá     | 432 | 105385 Q26789830 | Kategorie „Lípa u sv. Václava“ na Wikimedia Commons                            | Na pravé straně silnice z Vysokého Mýta na Litomyšl za benzinovou stanici u pomníku sv. Václava, největší z trojice stromů |
| Jabloň Strýmka v Němčicích u České Třebové |                                                        | Němčice                                                  | jabloň domácí      | 215 | 106189 Q73599805 |                                                                                | Roste na záhumenní louce za statkem č.p. 52 v Němčicích. Stáří cca 150 let.                                                |
| Lenochova lípa †                           |                                                        | Osík                                                     | lípa malolistá     | 405 | 101285           |                                                                                | V zahradě za domem čp. 19, v mírném svahu na severovýchodním okraji obce                                                   |
| Lípa Na Tvrzi                              |                                                        | Poříčí u Litomyšle 49°47′32″ s. š., 16°11′55″ v. d.      | lípa malolistá     | & Chyba ve výrazu: Neočekávaný operátor / Chyba ve výrazu: Neočekávaný operátor / Chyba ve výrazu: Neočekávaný operátor / Chyba ve výrazu: Neočekávaný operátor / Chyba ve výrazu: Neočekávaný operátor / Chyba ve výrazu: Neočekávaný operátor / Chyba ve výrazu: Neočekávaný operátor / Chyba ve výrazu: Neočekávaný operátor / Chyba ve výrazu: Neočekávaný operátor / Chyba ve výrazu: Neočekávaný operátor / Chyba ve výrazu: Neočekávaný operátor / Chyba ve výrazu: Neočekávaný operátor / Chyba ve výrazu: Neočekávaný operátor / Chyba ve výrazu: Neočekávaný operátor / Chyba ve výrazu: Neočekávaný operátor / -1.0000-0 | 104590 Q26789270 |                                                                                | Na horní hraně svahu nad částí obce zvané Zrnětín; dvojkmen o obvodech 300 cm a 362 cm                                     |
| Lípa v Příluce                             |                                                        | Příluka 49°51′55″ s. š., 16°9′7″ v. d.                   | lípa malolistá     | 388 | 104812 Q26789417 |                                                                                | Na konci obce na otočce ve zpevněné afsaltové ploše                                                                        |
| Mlynářova lípa                             |                                                        | Pustá Kamenice 49°45′11″ s. š., 16°5′37″ v. d.           | lípa malolistá     | 590 | 101298 Q26786906 | Kategorie „Mlynářova lípa (Pustá Kamenice)“ na Wikimedia Commons               | U křížení silnice směrem Pustá Kamenice-hájovna Bukovina s železniční tratí, u čp. 2                                       |
| Buk u Rozhraní                             |                                                        | Rozhraní 49°36′3″ s. š., 16°32′20″ v. d.                 | buk lesní          | 555 | 101304 Q26786914 |                                                                                | Na okraji lesa u chalupy čp.50                                                                                             |
| Javor na Třemošné †                        | Javor v Sebranicích                                    | Sebranice u Litomyšle 49°46′16″ s. š., 16°15′7″ v. d.    | javor klen         | 454 | 101283           |                                                                                | V obci, na křižovatce u samoobsluhy                                                                                        |
| Tis obecný červený "U Havlů"               | Tis U Havlů                                            | Sklené u Svitav 49°42′24″ s. š., 16°31′25″ v. d.         | tis červený        | 319 | 101306 Q26786917 | Kategorie „Tis U Havlů (Sklené)“ na Wikimedia Commons                          | V obci u domu čp. 24 zv. " U Havlů", za plotem u silnice                                                                   |
| Lípa srdčitá                               |                                                        | Sloupnice                                                | lípa malolistá     | 440 | 106257 Q73601830 |                                                                                | Předmětná lípa roste na severním okraji obce Sloupnice, na zahradě u čtvercového statku č.p. 68, podél zahumenní cesty.    |
| Strakovská lípa                            |                                                        | Strakov 49°52′1″ s. š., 16°21′58″ v. d.                  | lípa velkolistá    | 419 | 105548 Q26790124 |                                                                                | V obci u kostelíka |
| Buk lesní v parku "Jana Palacha"           |                                                        | Svitavy-předměstí 49°45′26″ s. š., 16°27′32″ v. d.       | buk lesní nachový  | 370 | 104810 Q26789416 |                                                                                | V parku Jana Palacha ve Svitavách                                                                                          |
| Vopařilova jedle †                         | Vopařilova jedle                                       | Široký Důl 49°45′13″ s. š., 16°12′22″ v. d.              | jedle bělokorá     | 442 | 101301 Q11934536 |                                                                                | V lesním porostu u potoka, vlevo od silnice Široký Důl-Lubná                                                               |
| Lukasova lípa                              | Lukasova lípa                                          | Telecí 49°42′9″ s. š., 16°10′31″ v. d.                   | lípa velkolistá    | 1 150 | 101310 Q12034328 | Kategorie „Lukasova lípa“ na Wikimedia Commons                                 | V horní části obce, mezi cestou a čp. 102, vpravo od silnice směrem na Borovou                                             |
| Pajkrův dub                                | Pajkrův dub                                            | Telecí 49°40′44″ s. š., 16°11′26″ v. d.                  | dub letní          | 550 | 101297 Q12043519 | Kategorie „Pajkrův dub“ na Wikimedia Commons                                   | V jižní části obce, u stodoly vlevo od silnice Lačnov-Telecí                                                               |
| Lípa velkolistá                            |                                                        | Trpín 49°35′39″ s. š., 16°24′3″ v. d.                    | lípa velkolistá    | 550 | 101300 Q26786910 | Kategorie „Lípa v Trpíně“ na Wikimedia Commons                                 | V obci, před obytnou částí stavení čp. 31                                                                                  |
| Lípa velkolistá před čp. 31                |                                                        | Trpín 49°35′39″ s. š., 16°24′2″ v. d.                    | lípa velkolistá    | 750 | 101302 Q26786911 | Kategorie „Lípa velkolistá před čp. 31“ na Wikimedia Commons                   | V obci u čp. 31, za hospodářskou částí stavení                                                                             |
| Myslivcova lípa                            | Myslivcova lípa v Trstěnici                            | Trstěnice u Litomyšle 49°47′11″ s. š., 16°20′39″ v. d.   | lípa velkolistá    | 425 | 105549 Q26790125 | Kategorie „Myslivcova lípa (Trstěnice, Svitavy District)“ na Wikimedia Commons | V obci u křižovatky Chmelík-Karle na travnaté ploše poblíž čp. 73                                                          |
| Jilm v Újezdci                             |                                                        | Újezdec u Litomyšle 49°52′51″ s. š., 16°12′33″ v. d.     | jilm habrolistý    | 418 | 101288 Q26786895 |                                                                                | V obci u silnice u domu čp. 52                                                                                             |
| Lípa u hasičské zbrojnice                  |                                                        | Vendolí 49°44′18″ s. š., 16°25′37″ v. d.                 | lípa malolistá     | 700 | 101293 Q26786901 | Kategorie „Lípa u hasičské zbrojnice“ na Wikimedia Commons                     | V obci za požární zbrojnicí                                                                                                |
| Lípa u hřiště ve Vendolí                   |                                                        | Vendolí 49°44′5″ s. š., 16°23′40″ v. d.                  | lípa malolistá     | 670 | 101307 Q11879240 | Kategorie „Vendolská lípa“ na Wikimedia Commons                                | V obci, před čp. 210, jen torzo, pověst o ní je uchována v kronice ukryté v báni místního kostela                          |
| Dub letní ve Vranové                       |                                                        | Vranová 49°42′49″ s. š., 16°49′56″ v. d.                 | dub letní          | 530 | 101289 Q26786896 |                                                                                | Za obcí, asi 500 m jihovýchodně ve svahu nad cestou                                                                        |